# Ornithurae
Das Taxon Ornithurae (griechisch für Vogel-Schwänze) bezeichnet eine systematische Gruppe mit gemeinsamer Abstammung (Klade) innerhalb der Avialae (Vögel im weiteren Sinne), die moderne Vögel (Neornithes) und ihre nahen Verwandten (Ichthyornis und Hesperornithes) umfasst. Die eingeschlossenen Arten haben einen kurzen Schwanz mit verwachsenem Pygostyl gemeinsam, was einen wichtigen Schritt in der Evolution moderner Vögel darstellt. 

## Definition
Die Ornithurae werden heute definiert als Klade, die den jüngsten gemeinsamen Vorfahren der Hesperornithiformes plus Neornithes (bzw. Aves laut Chiappe 1991 oder Fastovsky und Weishampel 2005) und alle Nachkommen umfasst. Der Schwanz ist kürzer als das Femur, mit weniger als sechs Schwanzwirbeln.
Der Begriff wurde 1866 von Ernst Haeckel eingeführt. Ursprünglich wurde er verwendet, um alle Vögel mit moderner Schwanzmorphologie zu beschreiben. Seither hat sich die Definition mehrfach geändert und umfasst nun ein breiteres Spektrum vogelartiger Vorfahren.

## Systematik
Einen Überblick über die innere Systematik gibt das folgende Kladogramm nach Fastovsky und Weishampel (2005)
|           | Hesperornithiformes                                                                                               |
|           | |
| Carinatae | \| \| Ichthyornithiformes \| \| \| \| \| \| Neornithes („Aves“ nach Fastovsky und Weishampel 2005)[2] \| \| \| \| |
|           | \| \| Ichthyornithiformes \| \| \| \| \| \| Neornithes („Aves“ nach Fastovsky und Weishampel 2005)[2] \| \| \| \| |
|           | Ichthyornithiformes                                                                                               |
|           | |
|           | Neornithes („Aves“ nach Fastovsky und Weishampel 2005)                                                            |
|           | |

|  | Ichthyornithiformes                                    |
|  |                                                        |
|  | Neornithes („Aves“ nach Fastovsky und Weishampel 2005) |
|  |                                                        |